# Zygottus
Zygottus là một chi nhện trong họ Linyphiidae.